# Oziorskoïe (oblast de Léningrad)
Vuoksenranta (depuis 1948 en russe : Ozyorskoye, Озёрское) est une ancienne municipalité finlandaise de la Carélie du Sud cédée à l'Union soviétique en 1944, aujourd'hui une localité dans le raïon de Vyborg.

## Période finlandaise
Située dans l'Isthme de Carélie sur les rives de Vuoksi, la municipalité faisait partie de la province de Viipuri.
En 1939, elle avait une superficie de 270,6 km2 et une population de 3 602 habitants. 
Sa superficie arable était de 3 394 ha, soit 15,2%, et il y avait 9 exploitations avec une superficie cultivée d'au moins 25 ha en 1932.

## Période russe
Ozyorskoye est située dans le raïon de Vyborg dans l'Oblast de Léningrad.
Après la guerre de continuation, la population de Vuoksenranta a été installée dans les municipalités suivantes du Häme: Asikkala, Hartola, Joutsa, Luhanka, Pertunmaa et Sysmä.

## Personnalités
- Pietari Kuisma, député
- Väinö Kuisma, lanceur de javelot
- Tatu Vanhanen, Professeur de sciences politiques
- Jyrki Virolainen, Professeur de droit..